# Гражданска война в Таджикистан
Гражданската война в Таджикистан е гражданска война, която се води в Таджикистан в периода 1992 – 1997 между посткомунистическото правителство на Емомали Рахмонов и Обединената таджикска опозиция (ОТО), коалиция на регионалистки, либерални и ислямистки групи. Рахмонов е подкрепян от правителствата на Русия и Узбекистан, а опозицията в определени периоди – от Ислямското движение на Узбекистан. В настъпилата анархия се появяват многобройни въоръжени банди, които преследват собствени цели, най-често неполитически.
Войната избухва след бунт на проруските групи, предвождани от Сангак Сафаров. На 24 октомври 1992 е направен първият опит за завземане на столицата Душанбе, като през декември същата година тя вече е превзета. За глава на правителството бива избран Емомали Рахмонов.
След 1993 интензивността на конфликта намалява. Примирието между правителството и ОТО е подписано през 1997 след активната и продължителна намеса на Организацията на обединените нации. През 1999 се провеждат и първите мирни избори в страната.